# Gonomyia sulphurella
Gonomyia sulphurella là một loài ruồi trong họ Limoniidae. Chúng phân bố ở miền Tân bắc.